# 塩谷義孝
塩谷 義孝（しおのや よしたか）は、戦国時代の下野国塩谷郡の国人武将。

## 生涯
塩谷孝綱の嫡男として誕生。
永正11年（1514年）以前に父孝綱の隠居により家督を継ぐ。天文15年（1546年）10月19日に父が没すると、喜連川塩谷氏を相続していた弟の孝信との関係が徐々に悪化していく。この時、義孝は宇都宮家から正室を迎えているが、孝信は宇都宮氏と対立する那須氏の家臣大関氏より妻を迎えていたため、これをきっかけに不和になったといわれている。
義孝が塩谷家の当主となって以降、沢村城やその周囲の土地を中心に、塩谷氏と那須氏の対立が激化するが、この頃は塩谷側がやや有利な状況であった。しかし、永禄7年（1564年）10月7日夜、那須側であった弟の孝信が義孝の居城である川崎城に16騎の精鋭とともに侵入。沢村城代を務めた重臣・木村和泉が寝返って城内で手引きし、本丸で就寝していた義孝は孝信の手勢によって殺害された。享年77。